# Hamis Horn-fok
Koordináták: d. sz. 55° 43′ 37″, ny. h. 68° 03′ 16″55.726944°S 68.054444°W

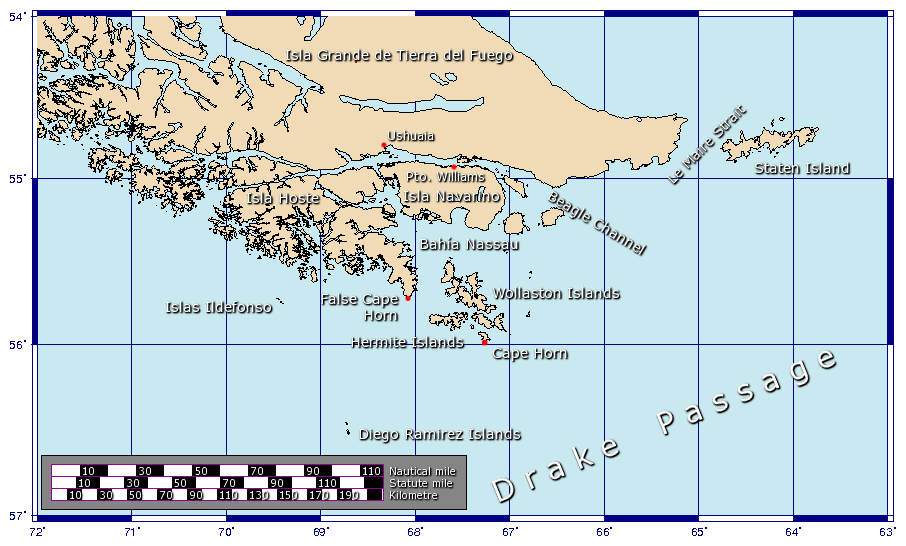
A Horn-fok (angolul Cape Horn) körüli szigetek térképe a Hamis Horn-fokkal (False Cape Horn)

A Hamis Horn-fok (spanyolul Falso cabo de Hornos) a Hoste-sziget egyik nyúlványának, a Hardy-félszigetnek a legdélibb pontja 56 km-re északnyugatra a Horn-foktól.  A Hamis Horn-fok a dél-amerikai kontinens legdélebbi részét alkotó chilei Tűzföld szigetvilágának déli részén található. 
A Hamis Horn-foknál számos hajóbaleset történt, mivel itt az uralkodó szélirány a nyugati és a part is nyugati tájolású. A nyugatról érkező hajók sokszor tévesztették össze a Horn-fokkal és már nem tudták megakadályozni a zátonyra futást.

## Fordítás
Ez a szócikk részben vagy egészben  a   False Cape Horn című angol Wikipédia-szócikk ezen változatának fordításán alapul.  Az eredeti cikk szerkesztőit annak laptörténete sorolja fel. Ez a jelzés csupán a megfogalmazás eredetét és a szerzői jogokat jelzi, nem szolgál a cikkben szereplő információk forrásmegjelöléseként.